# Jorge Oller Alpírez
Jorge Oller Alpírez, (Costa Rica, 17 de julio de 1957) es un escritor y emprendedor costarricense. Fundador del Grupo Tribu.

## Biografía
Realizó sus estudios primarios en la Methodist School y más adelante los secundarios en el Saint Francis College, concluyéndolos en 1974. Se graduó en Administración de Negocios en la Universidad de Costa Rica. En 2002 obtiene su MBA en INCAE y el Global MBA de Georgetown University en doble titulación con ESADE Business School en el 2018.
Oller Alpírez es conocido por su influencia en el campo empresarial de la publicidad y la creatividad en Costa Rica y Centro América tras fundar el Grupo Tribu, ahora conocido como Havas Costa Rica.

### Carrera profesional
Su carrera ejecutiva comenzó en McCann-Erickson, donde trabajó en Costa Rica, Honduras y México. Posteriormente, fundó Consumer Publicidad en San José, compañía que migró a lo largo de años por varias afiliaciones, como Tribu Saatchi & Saatchi, Tribu DDB y Havas Tribu. 
Durante 25 años fue socio de Dipo, una empresa familiar en el campo de la distribución de productos de consumo masivo. 
Entre las más reconocidas empresas del Grupo Tribu, destacan Tribu (hoy Havas Costa Rica), Bosz Digital (hoy Prodigious del Publicis Groupe), Darwin Zone (hoy Lionbridge Costa Rica) y otras como lo fueron: Camedia Central, Promotica, Campus Tribu, Pstiv Media, Infirma y Alma Latina.

### Labor social y cultural
También es el fundador de Ollería, una start-up que se enfocó en soluciones creativas, y ha participado en proyectos como The Openhouse Project y Vía Costarricense. Fue presidente de la Comunidad de Empresas de Comunicación Colectiva, por cuatro años, y representante del prestigioso festival Cannes Lions por espacio de 15 años. Apoyó la creación de las Young Lion Competitions y llevó los Effie a su país natal.
Más recientemente Oller es inversionista ángel y ha apoyado diversos emprendimientos. Entre ellos Yoocan en Tel Aviv y Alisto en San José. Es también tiny partner en Muscle Points.
Durante su afiliación con Saatchi & Saatchi, fue evangelista de Lovemarks, por su convicción en el valor que agregan las marcas que inspiran lealtad más allá de la razón. 

## Reconocimientos nacionales e internacionales
| Premio                    | Categoría        | Año  | País           |
| ------------------------- | ---------------- | ---- | -------------- |
| HK McCann Worldwide Award |                  | 1984 | Estados Unidos |
| Festival de Cannes        | Publicidad       | 1989 | Francia        |
| Clio Awards               | Publicidad       | 2000 | Estados Unidos |
| El Ojo de Iberoamérica    | Publicidad       | 2003 | Argentina      |
| Pregonero de Bronce       | León de Bronce   | 2011 | Costa Rica     |
| Empresario del año        | Finalista        | 2013 | Costa Rica     |
| Premios Effie             | Effie Plata      | 2014 | Ecuador        |
| Empresario del Año        | Gestión          | 2015 | Costa Rica     |
| Festival Volcán           | Volcan al Legado | 2023 | Costa Rica     |

## Obras
Oller ha publicado numerosos artículos y reflexiones sobre el tema en plataformas como La Nación, el Huffington Post y en su blog personal A Fuego Lento
- Winning in the Consumer Revolution Lovemarks Effect[21]participación con un capítulo. (2006, Estados Unidos)